# Ian Price
Ian Price (ur. 20 grudnia 1976 w Miami) – amerykański snowboardzista, brązowy medalista mistrzostw świata.

## Kariera
Po raz pierwszy na arenie międzynarodowej pojawił się 3 marca 1995 roku w Hidden Valley, gdzie w zawodach FIS Race zajął piąte miejsce w gigancie. W Pucharze Świata zadebiutował 6 grudnia 1996 roku w Sestriere, gdzie zajął dziewiąte miejsce w tej samej konkurencji. Tym samym już w swoim debiucie wywalczył pierwsze pucharowe punkty. Na podium zawodów pucharowych po raz pierwszy stanął 29 listopada 1997 roku w Sölden, kończąc rywalizację w gigancie na trzeciej pozycji. W zawodach tych wyprzedzili go jedynie Austriak Martin Freinademetz i Ueli Kestenholz ze Szwajcarii. Łącznie cztery razy stawał na podium zawodów PŚ, odnosząc przy tym jedno zwycięstwo: 10 grudnia 1998 roku w Whistler triumfował w supergigancie. Najlepsze wyniki osiągnął w sezonie 1998/1999, kiedy to zajął 38. miejsce w klasyfikacji generalnej.
Jego największym sukcesem jest brązowy medal w slalomie gigancie wywalczony na mistrzostwach świata w San Candido w 1997 roku. Lepsi okazali się tam jedynie Włoch Thomas Prugger i kolejny reprezentant USA, Mike Jacoby. Był to jego jedyny medal wywalczony na międzynarodowej imprezie tej rangi. Zajął też między innymi szóste miejsce w gigancie podczas mistrzostw świata w Berchtesgaden dwa lata później. Nie startował na igrzyskach olimpijskich.
W 2002 r. zakończył karierę.

## Osiągnięcia

### Mistrzostwa świata
| Miejsce | Dzień       | Rok  | Miejscowość          | Konkurencja       | Zwycięzca           |
| ------- | ----------- | ---- | -------------------- | ----------------- | ------------------- |
| 3.      | 22 stycznia | 1997 | San Candido          | Gigant            | Thomas Prugger      |
| 6.      | 13 stycznia | 1999 | Berchtesgaden        | Gigant            | Markus Ebner        |
| 26.     | 14 stycznia | 1999 | Berchtesgaden        | Gigant równoległy | Richard Richardsson |
| 12.     | 22 stycznia | 2001 | Madonna di Campiglio | Gigant            | Jasey-Jay Anderson  |

### Puchar Świata

#### Miejsca w klasyfikacji generalnej
- sezon 1996/1997: 117.
- sezon 1997/1998: 77.
- sezon 1998/1999: 38.
- sezon 1999/2000: 54.
- sezon 2000/2001: 90.
- sezon 2001/2002: -

#### Miejsca na podium
1. Sölden – 29 listopada 1997 (slalom równoległy) - 3. miejsce
2. Lienz – 13 stycznia 1998 (gigant) - 3. miejsce
3. Whistler – 10 grudnia 1998 (supergigant) - 1. miejsce
4. Mont-Sainte-Anne – 30 stycznia 1999 (gigant) - 2. miejsce